# De architectura

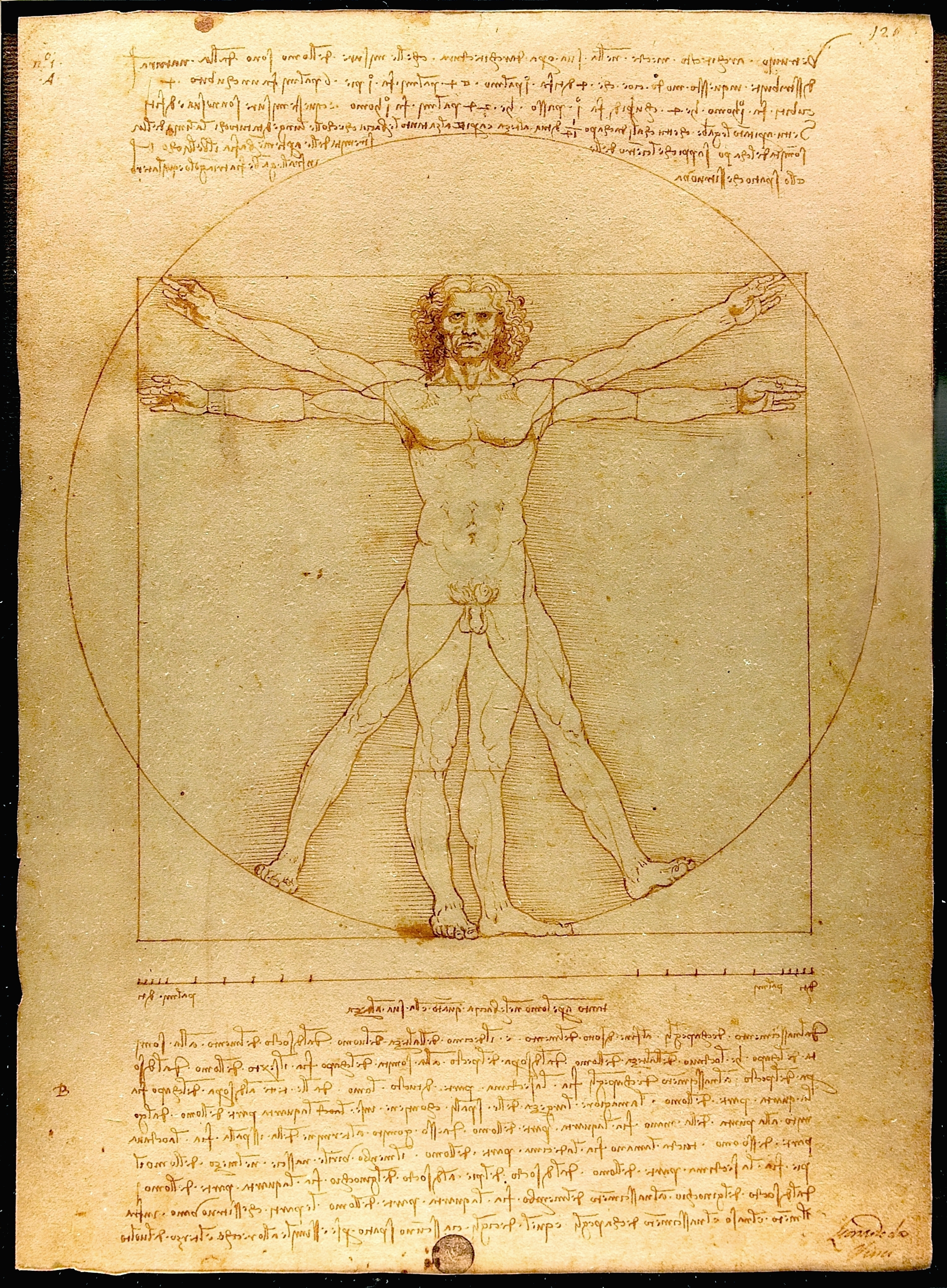
Vitruviusman, zoals voorgesteld door Vitruvius, tekening door Leonardo da Vinci

De architectura (Nederlands: Over architectuur) is een verhandeling over architectuur geschreven door de Romeinse architect Vitruvius en opgedragen aan zijn beschermheer, de keizer Caesar Augustus, als een gids voor bouwprojecten. Het werk is een van de belangrijkste bronnen van de moderne kennis van de Romeinse manier van bouwen, alsmede de planning en het ontwerp van constructies, zowel grote (aquaducten, gebouwen, baden, havens) als kleine (machines, meetapparatuur, instrumenten). Hij is ook de voornaamste bron van het beroemde verhaal van Archimedes en zijn Eureka-ervaring.

## Samengevat
Het is waarschijnlijk geschreven rond 25 voor Christus en is de enige eigentijdse bron over klassieke architectuur die het in zijn geheel heeft overleefd. Verdeeld in tien hoofdstukken of "boeken", behandelt het bijna elk aspect van de Romeinse architectuur. De indeling is als volgt:
1. Stadsplanning, architectuur of civiele techniek in het algemeen, en de vereiste kwalificaties van een architect of, moderner, van een civiel ingenieur
2. Bouwmaterialen
3. Tempels en de orden van de architectuur. Hoofdstuk 1 beschrijft de verhoudingen van het menselijk lichaam.
4. voortzetting van boek 3
5. Burgerlijke gebouwen
6. woonhuizen
7. Plaveisels en decoratief pleisterwerk
8. Watervoorziening en aquaducten
9. Wetenschappen die de architectuur beïnvloeden - geometrie, metingen, astronomie, zonnewijzer
10. Gebruik en constructie van machines - Romeinse belegeringswapens, watermolens, drainagemachines, Romeinse technologie, hijsen, pneumatiek

Romeinse architecten waren geschoold in de combinatie van techniek, kunst en vakmanschap. Vitruvius beschrijft een breed scala aan onderwerpen die hij zag als verwant aan architectuur. Dit omvatte veel aspecten die irrelevant kunnen lijken in moderne ogen, variërend van wiskunde tot astronomie, meteorologie en geneeskunde. In de Romeinse conceptie was het in de architectuur nodig om rekening te houden met alles op het fysieke en intellectuele vlak van de mens en zijn omgeving. Bijvoorbeeld in boek 2 adviseert hij architecten die met stenen werken om zich vertrouwd te maken met pre-socratische theorieën over materie om te begrijpen hoe het materiaal zich zal gedragen. Boek 9 betreft de abstracte geometrie van Plato tot de dagelijkse werkzaamheden van de landmeter. Astrologie wordt aangehaald vanwege de inzichten die het geeft in de organisatie van het menselijk leven, terwijl de astronomie nodig is voor het begrijpen van zonnewijzers. Vitruvius noemt zo ook Ctesibius van Alexandrië en Archimedes vanwege hun uitvindingen, Aristoxenus (leerling van Aristoteles) voor de muziek, Agatharchus voor theater en Varro voor architectuur.

### De fundamentele beginselen

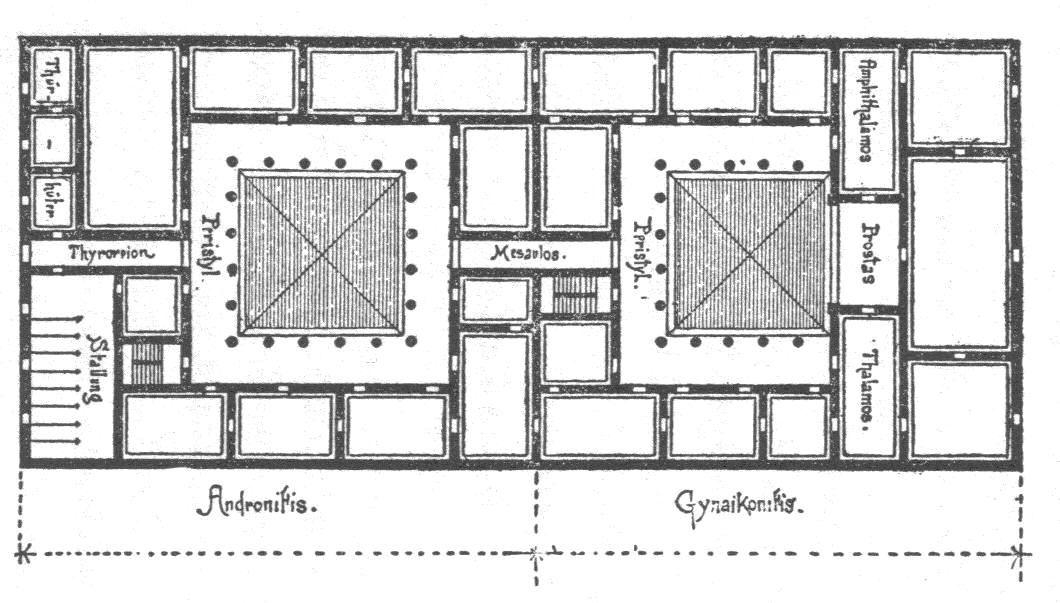
Grieks plattegrond van een huis door Vitruvius

Hij probeerde het ethos van de architectuur te pakken en verklaarde dat de kwaliteit afhangt van de maatschappelijke relevantie van het werk van de kunstenaar en niet van de vorm of de afwerking van het werk zelf. Misschien wel de bekendste stelling uit De architectura is een nog steeds aangehaald citaat door architecten: "Goed bouwen heeft drie voorwaarden: firmitas (stevigheid), utilitas (doelmatigheid) en venustas (schoonheid)."
Vitruvius bestudeerde ook de menselijke proporties (boek 3) en zijn canones werden later vastgelegd in de beroemde tekening van Leonardo da Vinci, de Vitruviusman.